# Petronella Ekroth
Hilda Petronella Ekroth, född 12 december 1989 i Askim, är en svensk fotbollsspelare (försvarare).

## Karriär
Ekroths moderklubb är Rödsle BK ifrån Oskarshamn där hon är uppväxt. Därefter spelade hon två säsonger för Östers IF. Inför säsongen 2008 värvades Ekroth av Linköpings FC, där hon också spelade två säsonger. Hösten 2009 lånades hon ut till samarbetsklubben Linköping Kenty. Hon har även spelat i Jitex BK och Tyresö FF. Från 2013 till 2015 spelade Ekroth i Hammarby IF. 
2016 skrev Ekroth på för Djurgårdens IF. I december 2017 förlängde hon sitt kontrakt med klubben.
Den 17 juli 2018 värvades Ekroth av italienska Juventus. Sejouren där blev bara ettårig, varefter hon i juli 2019 återvände till Djurgården. Efter säsongen 2019 fick Ekroth inte förlängt kontrakt och lämnade klubben. I januari 2020 gick Ekroth till italienska Roma, där hon skrev på ett halvårskontrakt.
Den 6 juli 2020 blev Ekroth klar för en återkomst i Hammarby IF, där hon skrev på ett kontrakt över säsongen 2021. I september 2020 råkade Ekroth ut för en korsbandsskada. Hon spelade därefter inte fler matcher för Hammarby och lämnade klubben efter säsongen 2021.

## Familj
Petronella Ekroths bror, Oliver, är också fotbollsspelare som spelar för Degerfors IF i Allsvenskan. Hennes far, Peter, är före detta ishockeyspelare som bland annat vann SM-guld med Södertälje SK 1985. Hennes mor, Yvonne, är fotbollstränare som tränat bland annat Djurgårdens IF och varit förbundskapten i ungdomslandslagen.